# Sistema de Entradas y Salidas

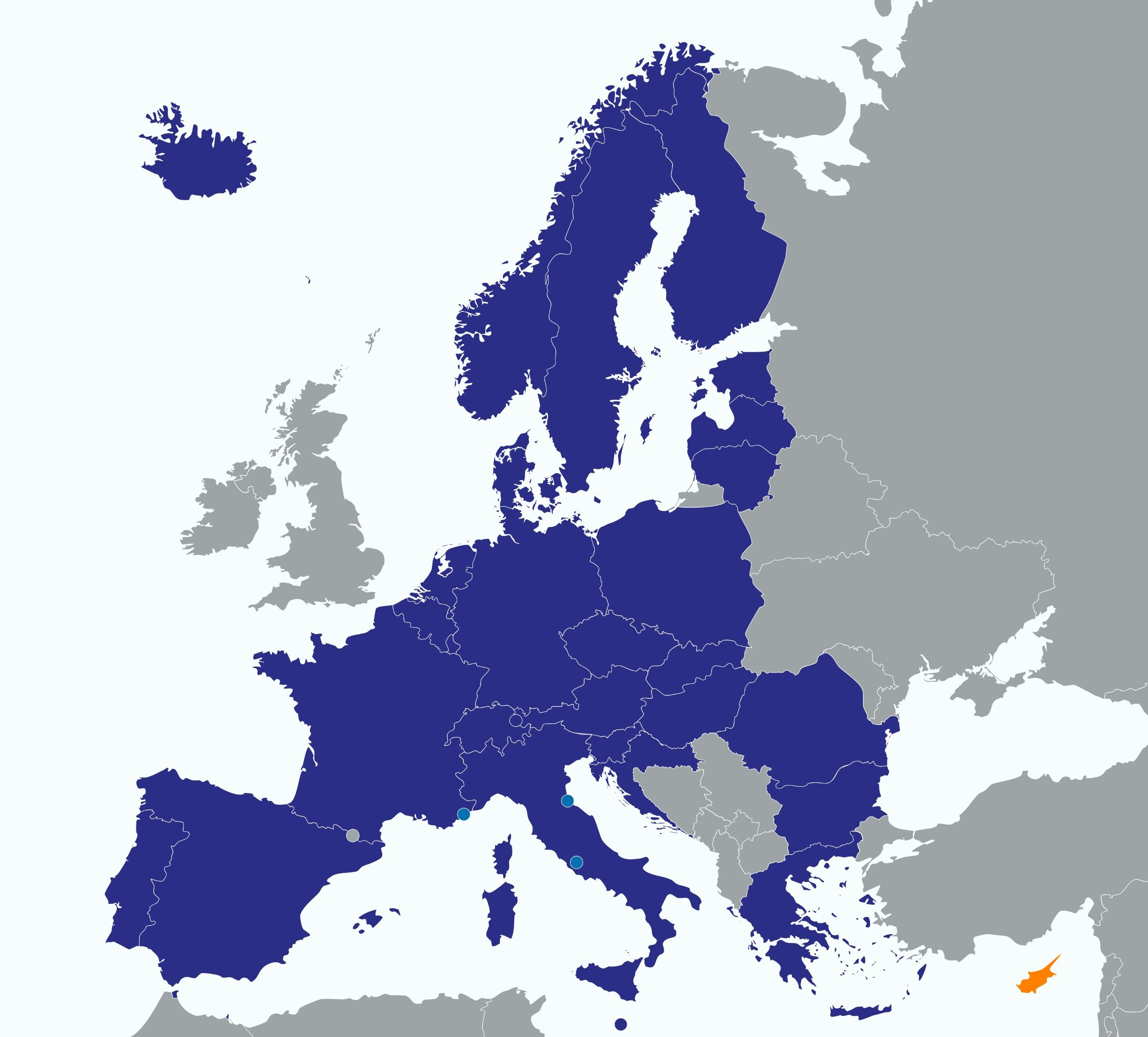
Mapa del espacio Schengen
Países del espacio Schengen
Países que tienen las fronteras abiertas con la UE
Estados miembros de la UE obligados a unirse al espacio Schengen

El Sistema de Entradas y Salidas (EES, por sus siglas en inglés: Entry/Exit System ) es un sistema informático a gran escala planificado por la Unión Europea (UE) para el seguimiento automático de los movimientos de viaje de nacionales de terceros países en las fronteras exteriores del espacio Schengen. Tiene como objetivo mejorar la seguridad de la UE al:
- Digitalizar los controles fronterizos,  reemplazando el sellado manual de pasaportes por un sistema electrónico.
- Facilitar la detección de estancias irregulares, calculando automáticamente la duración de las estancias y alertando a las autoridades en caso de sobrepasar los límites permitidos.
- Aumentar la seguridad, comparando los datos biométricos de los viajeros con bases de datos existentes para identificar posibles amenazas.
- Simplificar los trámites, permitiendo a los viajeros realizar algunos trámites de forma on-line a través de una aplicación móvil.

El proyecto forma parte de la agenda Fronteras Inteligentes de la Comisión de la UE y pretende ser una medida de acompañamiento para la libre circulación de personas en el espacio de libertad, seguridad y justicia.
Todos los Estados miembros, excepto Chipre e Irlanda, y cuatro países asociados a Schengen (Islandia, Liechtenstein, Noruega y Suiza) participarán en el sistema. Los pasaportes de Chipre e Irlanda seguirán sellándose manualmente.

## Base jurídica y puesta en servicio
La base es el Reglamento UE 2017/2226,  un proyecto elaborado por la Comisión Europea  que ha pasado por el proceso legislativo. El Parlamento Europeo aprobó el proyecto de la Comisión con enmiendas en primera lectura el 25 de octubre de 2017. El 20 de noviembre de 2017, el Consejo de la Unión Europea adoptó el proyecto y las enmiendas. El Reglamento se publicó en el Diario Oficial de la Unión Europea el 9 de diciembre de 2017. De conformidad con el artículo 73, apartado 1, del Reglamento, este entró en vigor el 30 de diciembre de 2017.
Sin embargo, el derecho europeo, como suele ocurrir, distingue entre la «entrada en vigor» (la eficacia externa de una norma) y la «aplicación» (la eficacia interna de una norma). Por eficacia interna (aplicación) se entiende cuándo las disposiciones se aplican realmente. Esto lo determina la Comisión Europea de conformidad con el artículo 73, apartado 2, y el artículo 66. El sistema es operado por la agencia de la UE eu-LISA. y según esta se planeaba que el sistema entrara en funcionamiento en 2020.  El 10 de diciembre de 2021 eu-LISA comunicó que el sistema comenzaría a funcionar a finales de septiembre de 2022. 
El Comité de Dirección de eu-LISA determinó los días 14 y 15 de marzo de 2023 que ya no sería posible poner en funcionamiento el sistema en 2023.  Tras posponerse en varias ocasiones, estaba previsto que el sistema se implementase el 10 de noviembre de 2024 en los estados de la Unión perteneciente al espacio Schengen, no obstante la Comisión Europea volvió a aplazar la puesta en marcha del Sistema debido a que tres Estados miembros (Alemania, Francia y Países Bajos) aún no estaban preparados. 

## Alcance funcional
El sistema tiene como objetivo recopilar datos sobre el cruce de la frontera exterior de la UE por parte de ciudadanos de terceros países y reemplazar el sellado de pasaportes. Los datos recopilados incluirán datos maestros como el nombre y la fecha de nacimiento. Además, se capturarán datos biométricos como huellas dactilares e imágenes faciales, y se compararán con los datos existentes. También se registrarán datos sobre el documento de viaje utilizado (tipo, número, código del estado emisor y fecha de caducidad).

### Proceso de captura
En el primer ingreso al espacio Schengen por parte del viajero, se crea un expediente para cada persona. En este se almacenarán los datos maestros y los datos biométricos. A este conjunto de datos se añadirá información sobre cada cruce de la frontera exterior, como la fecha, la hora y el punto de control.

### Uso de los datos
Los datos se utilizarán para calcular automáticamente el período de estancia de una persona en el espacio Schengen. Si alguien supera el período de estancia permitido debido a la concesión de un visado o a una entrada sin visado (90 días en 180 días), los Estados miembros serán informados automáticamente.

### Servicio web
Los viajeros pueden utilizar un servicio web para averiguar si pueden permanecer en el espacio Schengen en el momento de la consulta. En caso afirmativo, recibirán información sobre el período de estancia permitido restante. Las empresas de transporte pueden consultar si un viajero con visado ha agotado el número de entradas permitidas.

### Aplicación
Los viajeros con visados de corta duración o procedentes de países con los que la UE ha celebrado acuerdos de exención de visado tendrán acceso a una aplicación. Tras responder a un cuestionario completo (sobre la duración y el motivo de la estancia, el ejercicio de una actividad lucrativa, los destinos, el efectivo, las tarjetas de crédito o débito, el seguro de viaje, el idioma), estos viajeros recibirán un código QR que codificará las respuestas introducidas. También contendrá una marca de tiempo y el número de versión de la aplicación, pero no el nombre ni el número de pasaporte del viajero.  

## Almacenamiento y accesibilidad de los datos
El almacenará datos personales de los viajeros, incluyendo su identidad, documentos de viaje y características biométricas (como huellas dactilares). Esta información será almacenada en una base de datos del Sistema Europeo de Información y Autorización de Viajes (ETIAS) y utilizada para verificar la identidad de los viajeros, controlar la duración de sus estancias en el espacio Schengen y detectar posibles irregularidades.
Los datos se conservarán durante tres años para aquellos viajeros que respeten las normas de estancia de corta duración. Sin embargo, si un viajero se queda más tiempo del permitido, los datos se conservarán durante cinco años.
Para garantizar la seguridad y prevenir delitos como el terrorismo, las autoridades fronterizas, las encargadas de emitir visados y las policiales, tendrán acceso a esta información. Además, la Oficina Europea de Policía (Europol) podrá consultar estos datos en casos específicos.